# Брейзия, Кэролайн
Кэролайн Брейзия (англ. Caroline Brazier, родилась 8 февраля 1970 года) — австралийская актриса. Стала известна благодаря роли Крисси в сериале «Packed to the Rafters». Также известна по роли Вероники Джонсон и её сестры-близнеца Бетти в детском телесериале «Parallax». Играла множество ролей в сериалах, театре и кино.

## Биография
Родилась 8 февраля 1970 года в Перте, Западная Австралия. В 1998 году окончила международный институт драматического искусства National Institute of Dramatic Art (NIDA) в Сиднее со степенью в области исполнительских искусств.

## Личная жизнь
Замужем за актёром Джеффом Морреллом.

## Карьера
Свою кинокарьеру Кэролайн начала в 2000 году со съемок в телесериале «Выше закона». После этого снималась в сериалах «Домой и в путь» (2000), «Водяные крысы» (2001), «Молодые львы» (2002), «Сине-белый воротничок» (2003), «Параллакс» (2004) и многих других. Также снималась в фильмах «Тихоокеанская история» (2001) и «Крокодил» (2007).
В 2008 году начинает сниматься в телесериале Packed to the Rafters в роли Крисси. В 2009 году была приглашена в телесериал «Легенда об Искателе» на роль сельской учительницы мисс Грэнтен, которая впоследствии оказывается Морд-Сит Натэир. В 2011 году снялась в телесериале «Терра Нова» в роли Деборы, матери Скай Тэйт. В начале сериала Скай говорит, что её мать умерла от лихорадки, однако к концу сезона выясняется, что все это время она была жива и находилась в лагере «шестых». С 2010 года снимается в австралийском сериале «Рейк», в роли психотерапевта Венди Грин, бывшей жены главного героя. За эту роль была номинирована на премию Австралийской академии кинематографа и телевидения AACTA Award 2016 года как Лучшая актриса второго плана в телевизионной драме.
В 2011 году приступила к съемкам в детективном телесериале «Леди-детектив мисс Фрайни Фишер».

## Фильмография
| Год       |     | Русское название                | Оригинальное название          | Роль                                                            |
| --------- | --- | ------------------------------- | ------------------------------ | --------------------------------------------------------------- |
| 2000      | с   | Выше закона                     | Above the Law                  | Карла Беннинг (Carla Benning)                                   |
| 2000      | с   | Домой и в путь                  | Home and Away                  | Алисия Кампбелл (Alicia Campbell)                               |
| 2001      | ф   | Тихоокеанская история           | South Pacific                  | Роуз (Rose)                                                     |
| 2001      | с   | Водяные крысы                   | Water Rats                     | Хезер Пинчон (Heather Pinchon)                                  |
| 2001      | с   |                                 | TwentyfourSeven                | Джорджия Лейтон-Смит (Georgia Leighton-Smith)                   |
| 2002      | с   | Молодые львы                    | Young Lions                    | (Gabrielle Hall)                                                |
| 2003      | с   | Сине-белый воротничок           | White Collar Blue              | Соня Перри (Sonia Parry)                                        |
| 2004      | с   | Параллакс                       | Parallax                       | Бетти / Вероника Джонсон (Betti / Veronica Johnson)             |
| 2007      | ф   | Крокодил                        | Rogue                          | Мэри Эллен (Mary Ellen)                                         |
| 2007      | с   | Отдел убийств                   | City Homicidx                  | Фрэнсис Деборн(Frances Deerborne)                               |
| 2008—2009 | с   | В гости к Рафтерсам             | Packed to the Rafters          | Крисси Мечент (Chrissey Merchant)                               |
| 2009      | с   | 30 секунд                       | 30 Seconds                     | Кирсти (Kirsty)                                                 |
| 2009—2010 | с   | Легенда об Искателе             | Legend of the Seeker           | Мисс Грэнтен / Госпожа Натэир (Miss Crantan / Mistress Nathair) |
| 2010—2012 | с   | Рейк                            | Rake                           | Венди Грин (Wendy Greene)                                       |
| 2011      | кор | Купидон                         | Cupid                          | Венера (Venus)                                                  |
| 2011      | с   | Отчаянные парни                 | Wild Boys                      | Кэтрин Белл (Catherine Bell)                                    |
| 2011      | с   | Терра Нова                      | Terra Nova                     | Дебора (Deborah)                                                |
| 2012      | тф  | Dripping in Chocolate           | Dripping in Chocolate          | Марион Верже (Marion Verger)                                    |
| 2012      | с   | Леди-детектив мисс Фрайни Фишер | Miss Fisher's Murder Mysteries | Хетти (Hetty)                                                   |
| 2014      | с   | Рейк                            | Rake                           | Венди Грин (Wendy Greene)                                       |
| 2014      | кор |                                 | Stick                          | Женщина                                                         |
| 2014      | ф   | Импульс                         | Pulse                          | Джеки (Jacqui)                                                  |
| 2015—2016 | с   | Домой и в путь                  | Home and Away                  | Кэрол Питерс (Carol Peters)                                     |
| 2016      | с   | Глубокая вода                   | Deep Water                     | Тина Тоохи (Tina Toohey)                                        |